# Ochraethes nigritus
Ochraethes nigritus är en skalbaggsart som beskrevs av Bates 1892. Ochraethes nigritus ingår i släktet Ochraethes och familjen långhorningar. Inga underarter finns listade i Catalogue of Life.